# F1 Pole Position
F1 Pole Position, i Japan känt som Human Grand Prix (ヒューマングランプリ?), är ett racingspel från 1992, utgivet till SNES, utvecklat av Human Entertainment och utgivet av dem i Japan, medan andra versioner utgavs av Ubisoft.
Spelet utspelar sig under  Formel 1-säsongen 1992, och de 16 olika banorna har hämtats från denna säsong.

### Fotnoter
1. 1 2 3 4 5  ”Release information”. Gamefaqs. Arkiverad från originalet den 26 juli 2008. https://web.archive.org/web/20080726142911/http://www.gamefaqs.com/console/snes/data/588316.html. Läst 19 juli 2008.
2. ↑  Composer information at SNES Music
3. ↑  ”Basic game overview”. Mobygames. http://www.mobygames.com/game/snes/f1-pole-position. Läst 16 maj 2014.